# Bodilus hammeri
Bodilus hammeri är en skalbaggsart som beskrevs av Rudolph Petrovitz 1958. Bodilus hammeri ingår i släktet Bodilus och familjen Aphodiidae. Inga underarter finns listade.